# Ars (Ramon Llull)
L'Ars (mot llatí que significa "art"), Ars combinatoria o Art lul·liana consisteix en un sistema filosòfic, impulsat i creat per Ramon Llull, amb l'objectiu de permetre demostrar, a través de l'argumentació filosòfica racional, la veritat del cristianisme als infidels mitjançant tècniques racionals de notació simbòlica i diagrames combinatoris. Llull escrigué diverses variants i simplificacions d'aquest sistema filosòfic com són l'Ars magna (1276), l'Art demostrativa (1283), l'Ars inventiva (1289) i l'Art breu (1308), entre d'altres. Intentant plasmar les 16 figures de la seva Art.

## Projecte lul·lià
Ramon Llull va néixer a Mallorca l'any 1232, fill d'una família benestant. Després de trenta anys de vida cortesana es va sentir cridat per Déu i cap a l'any 1274 es retirà al puig de Randa, una muntanya situada al centre de Mallorca, per a meditar. Allà, fent vida d’ermità, experimenta una revelació divina coneguda com a «il·luminació de Randa» i decideix escriure el seu sistema filosòfic, l'Ars. És per aquest motiu que se'l coneix amb el sobrenom de «Doctor Il·luminat». Aquest sistema està dividit en tres punts:
- La redacció d'un llibre ("unum librum meliorem de mundo", que diu a la Vida coetània) que servís per a combatre els errors dels infidels, sobretot dels sarraïns, i mostrar el veritable camí de la fe. Aquesta redacció es tracta de l'Art lul·liana, que va tenir diverses redaccions i que tenia la intenció de convertir infidels a la fe a través de demostracions irrefutables.
- La creació d'escoles per a missioners on s'ensenyés l'Art i les diverses llengües dels pobles on havien de ser enviats a predicar.
- La voluntat de martiri exemplar, amb arrels franciscanes.

Una confusió recurrent en tractar aquest aspecte és la idea que Ramon Llull volia arribar a una mena d'entesa o de diàleg entre les tres religions (cristiana, musulmana i jueva). Aquesta afirmació no és acurada, ja que de l'estudi de les seves obres es desprèn que el seu objectiu és dur l'altre a la fe pròpia, és a dir la conversió al cristianisme. Tanmateix, aquesta conversió s'ha de dur a terme tenint present la condició intel·lectual de l'adversari, per exposar millor el principi universal (o fer creure que la seva religió no en té).
Aquest Art constituïa, segons ell, un mètode apte per a totes les àrees del saber del segle xiii (teologia, ciències naturals i humanes).

## Etapes
L'eix central és l'Art. Aquesta Art va haguer de ser reescrita diverses vegades per fer l'obra més entenedora per als cercles intel·lectuals del moment. Per això s'ha acceptat una divisió de la producció en quatre etapes, proposada per Antoni Bonner:
La primera, anomenada «etapa preart», recull els últims anys d'aprenentatge, abans de la il·luminació de Randa (entre 1271 aproximadament i 1274), a aquesta etapa pertany un tractat de lògica en vers (La lògica d'Algatzel, 1271-1272?), i el Llibre de contemplació en Déu (1273-1274), la primera gran obra de Llull. La segona etapa, l'«etapa quaternària» entre 1274 i 1290, anomenada així perquè els principis bàsics que estructuren l'Art s'agrupen en un nombre múltiple de quatre; hi formen part l'Art abreujada (1274) i l'Art demostrativa (1283), de les quals deriven respectivament dues novel·les: El Llibre d'Evast e d'Aloma e de Blaquerna son fill (1283) i el Fèlix o Llibre de meravelles (1288-1289). A partir de 1290 a l'any 1308, els conceptes van passar d'agrupar-se en un nombre múltiple de quatre a recollir-se en un nombre múltiple de tres, per la qual cosa s'anomenarà el nou període com a «etapa ternària». L'Ars inventiva (1290) és la primera d'aquesta etapa, i es tanca amb l'Art breu (1308).En aquest període destaca la gran enciclopèdia Arbre de Ciència (1296-1297), juntament amb dues manifestacions de la lírica lul·liana: Desconhort (1295) i el Cant de Ramon (1300). Finalment l'«etapa postart» fou l'última, comprenent des del 1308 fins a la seva mort, l'any 1316 on Llull deixa de banda l'Art i se centra en l'escriptura sobre qüestions de filosofia, teologia i lògica.